# Stolačka tarča
Stolačka tarča je srednjovjekovni sajam, jedini takav u Bosni i Hercegovini. 
Organizator sajma je povijesna postrojba Vitezovi hercega Stjepana Kosače Stolac. Održava se od 2015. godine, početkom svibnja, na starom gradu Vidoškom iznad Stoca, nacionalnom spomeniku BiH čija je revitalizacija jedan od glavnih ciljeva organizatora sajma.
Na sajmu su sudjelovale viteške skupine iz Bosne i Hercegovine, Hrvatske, Slovenije, Mađarske i Slovačke, a svake godine se uprizoruje Obrana hercegova grada. Posjetiteljima su dostupne radionice streličarstva, mačevanja, keramike i sl, prikazuju se srednjovjekovni i renesansni plesovi te predstave.
Naziv duguje tarči, targi odnosno taboloccium anglumu, vrsti srednjovjekovnih štitova. Ova vrsta štita čest je motiv na stećcima na području Hercegovine, a nalazi se i na nekoliko njih na nekropolama u okolici Stoca.

## Vanjske poveznice
- Stolačka tarča na radimlja.ba